# Аялакаб

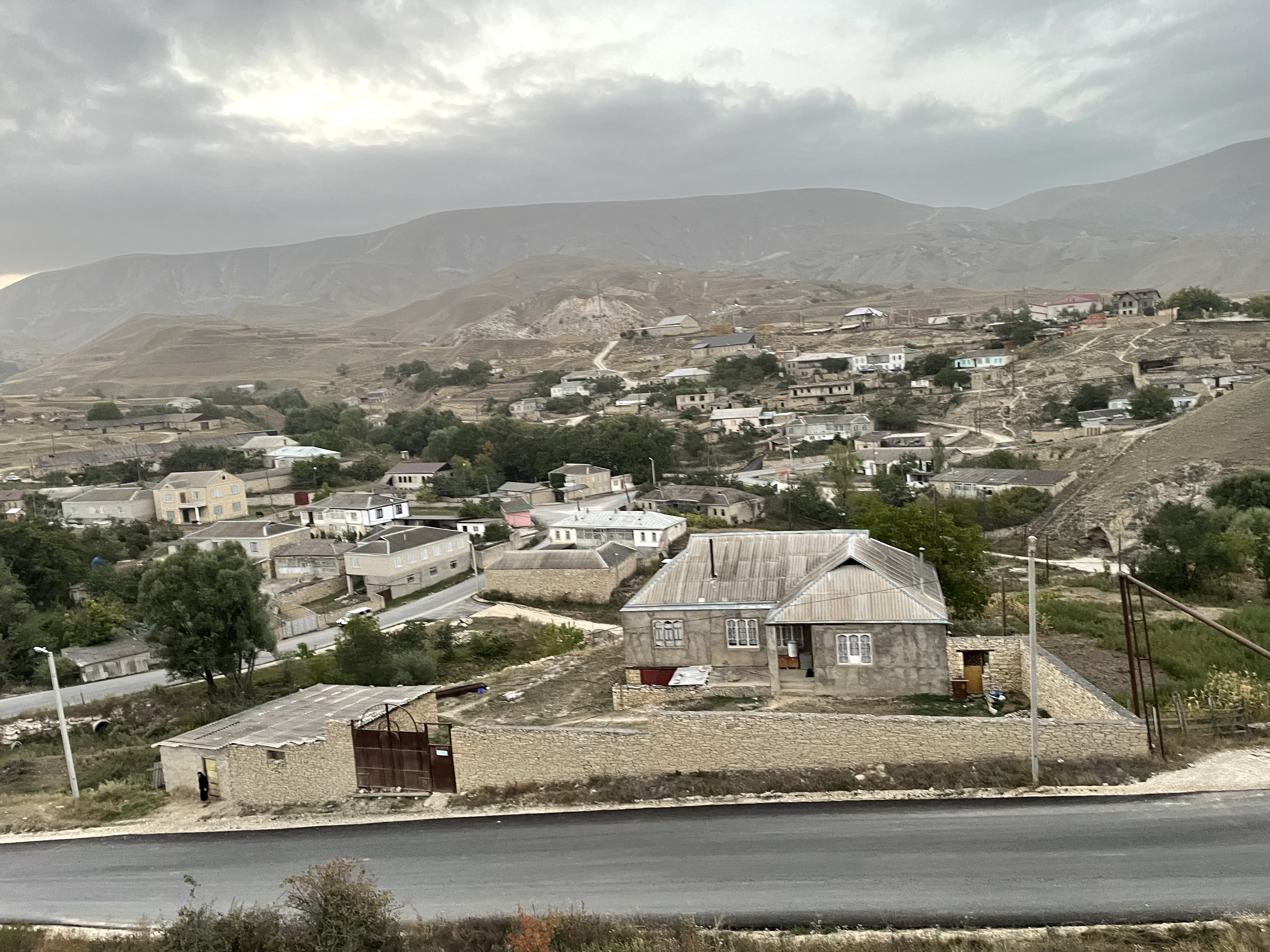
Аялакаб со стороны Мекеги

Аялакаб (дарг. ГӀяялахъяб, в пер. «Вершина выгона») — село в Левашинском районе Дагестана. Административный центр сельского поселения Сельсовет Аялакабский.

## География
Расположено в 12 км к востоку от районного центра села Леваши, на реке Какаозень.

## Население
| 1926 | 1939 | 1970 | 1989 | 2002 | 2010 | 2021 |
| ---- | ---- | ---- | ---- | ---- | ---- | ---- |
| 81   | ↗122 | ↗353 | ↘311 | ↗390 | ↗391 | ↗406 |